# 美居集團
美居集團有限公司（除牌當時為0203.HK），當時是香港一中小型投資地產發展商，集團於1970年成立。
曾經是上市公司，現已以管理層方式私有化。
現時轉移至九龍建業。

## 外部連結
- kdc.com.hk （页面存档备份，存于）